# Xã Danville, Quận Yell, Arkansas
Xã Danville (tiếng Anh: Danville Township) là một xã thuộc quận Yell, tiểu bang Arkansas, Hoa Kỳ. Năm 2010, dân số của xã này là 2.882 người.